# Maria Lanzendorf

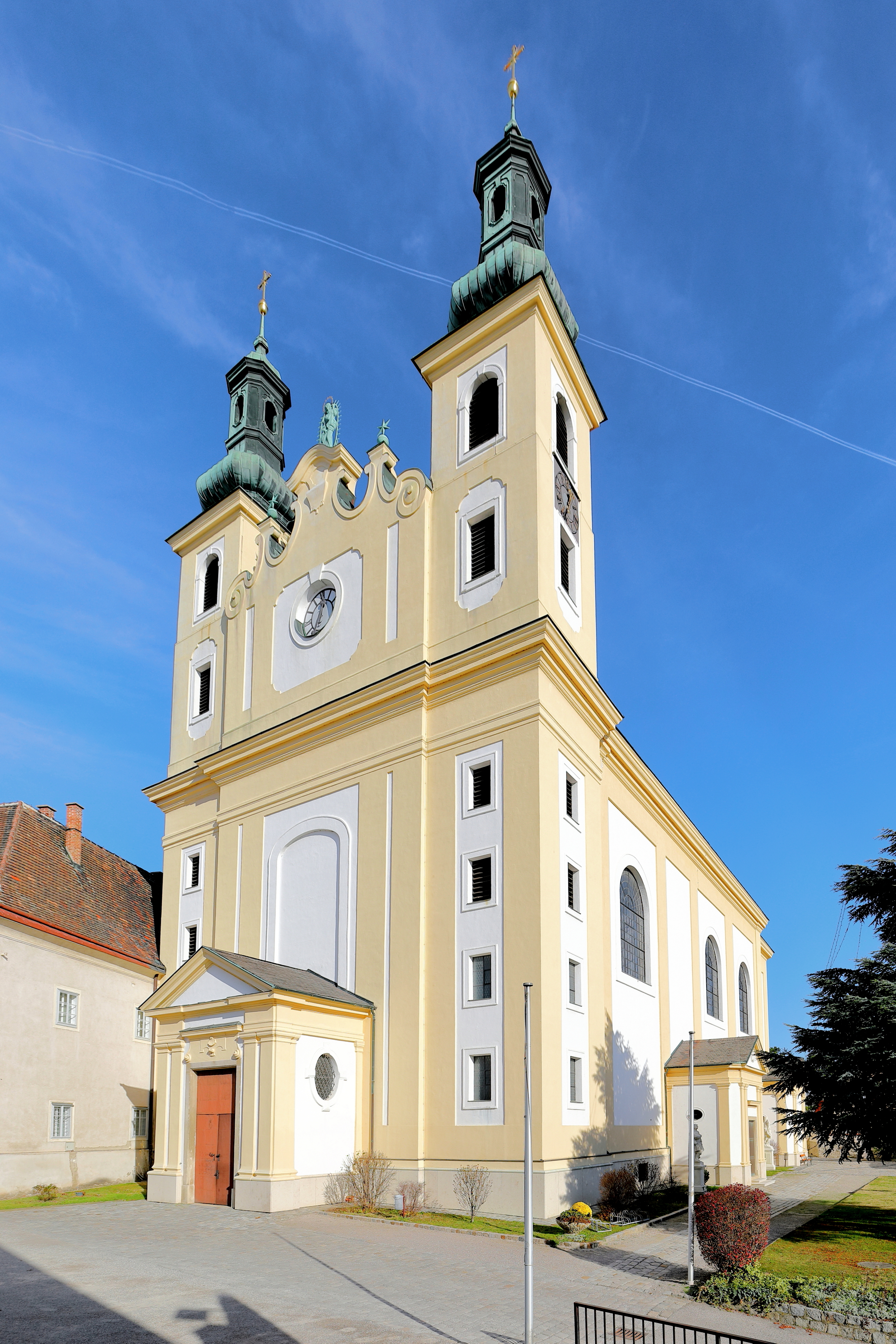
Nhà thờ giáo xứ tại Maria Lanzendorf

Maria Lanzendorf là một đô thị thuộc huyện Wien-Umgebung trong bang Niederösterreich, Áo.